# 明地迷亞
明地迷亞（英語：Bendemeer）是新加坡的一個社區，亦是加冷規劃區分區之一。其邊界北至泛島高速公路（PIE），東至實龍崗路、加冷河、黃埔河、明地迷亞路，南至勞明達街、馬里士他路，西至中央高速公路（CTE）。